# Alexandra Viktoria von Schleswig-Holstein-Sonderburg-Glücksburg

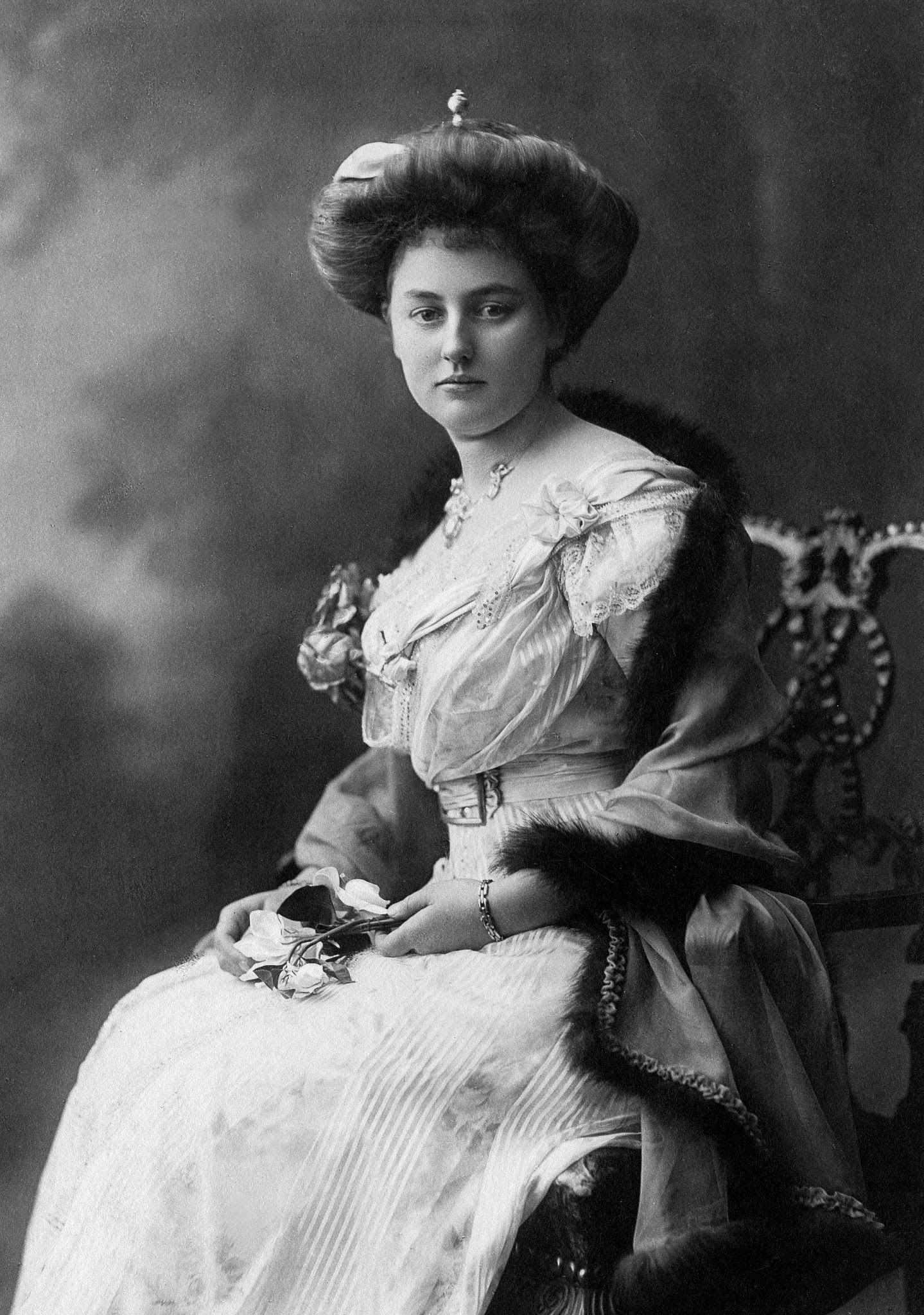
Alexandra Viktoria von Schleswig-Holstein-Sonderburg-Glücksburg, um 1910

Prinzessin Alexandra Viktoria von Schleswig-Holstein-Sonderburg-Glücksburg, vollständiger Name Alexandra Viktoria Auguste Leopoldine Charlotte Amalie Wilhelmine von Schleswig-Holstein-Sonderburg-Glücksburg, (* 21. April 1887 auf Gut Grünholz in Thumby bei Kappeln; † 15. April 1957 in Lyon, Frankreich) war eine deutsche Adelige und durch Heirat Prinzessin von Preußen. Zudem war sie Malerin.

## Leben

### Herkunft und Ehe mit August Wilhelm von Preußen

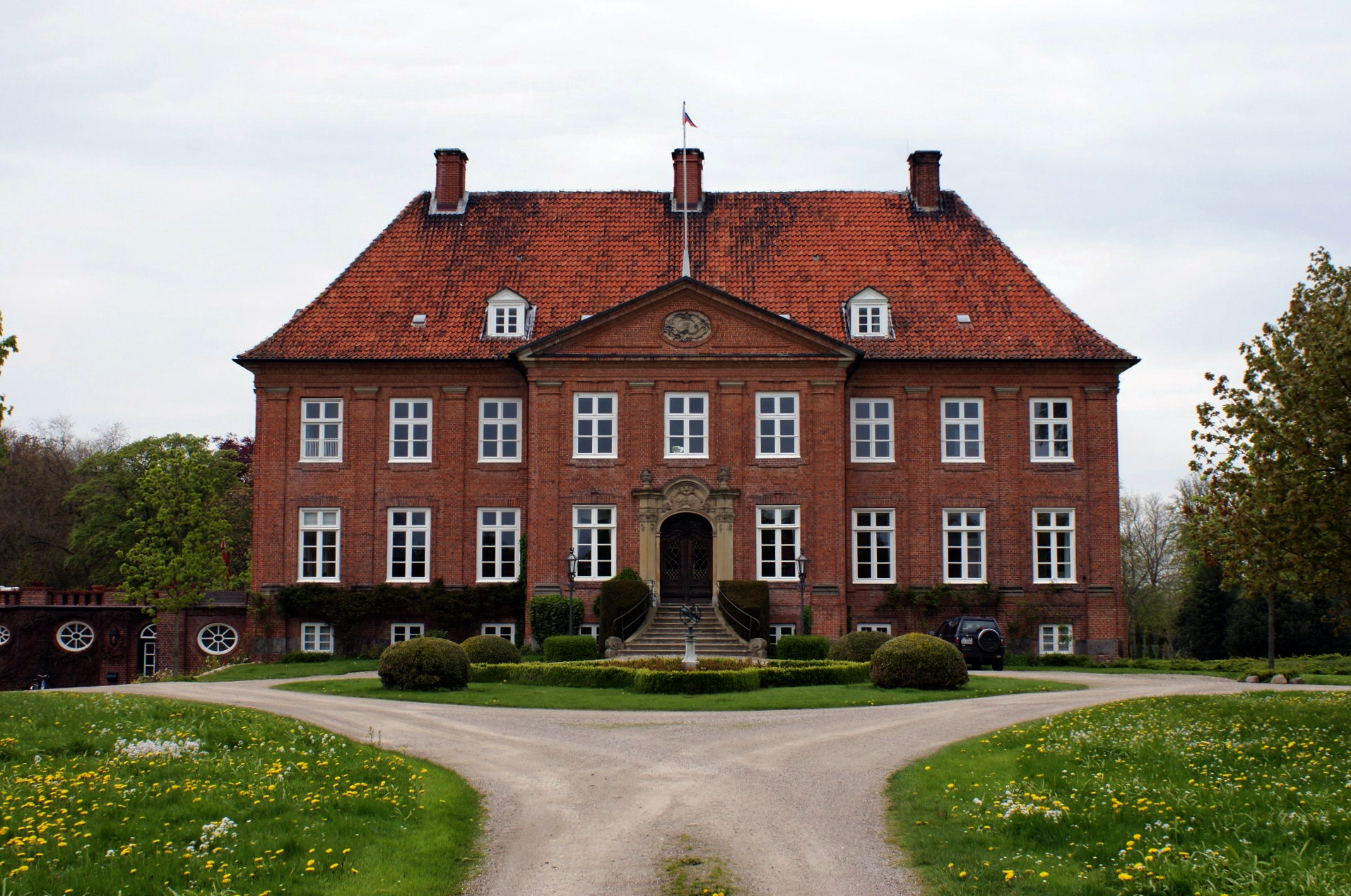
Gut Grünholz, Alexandra Viktorias Geburtsort

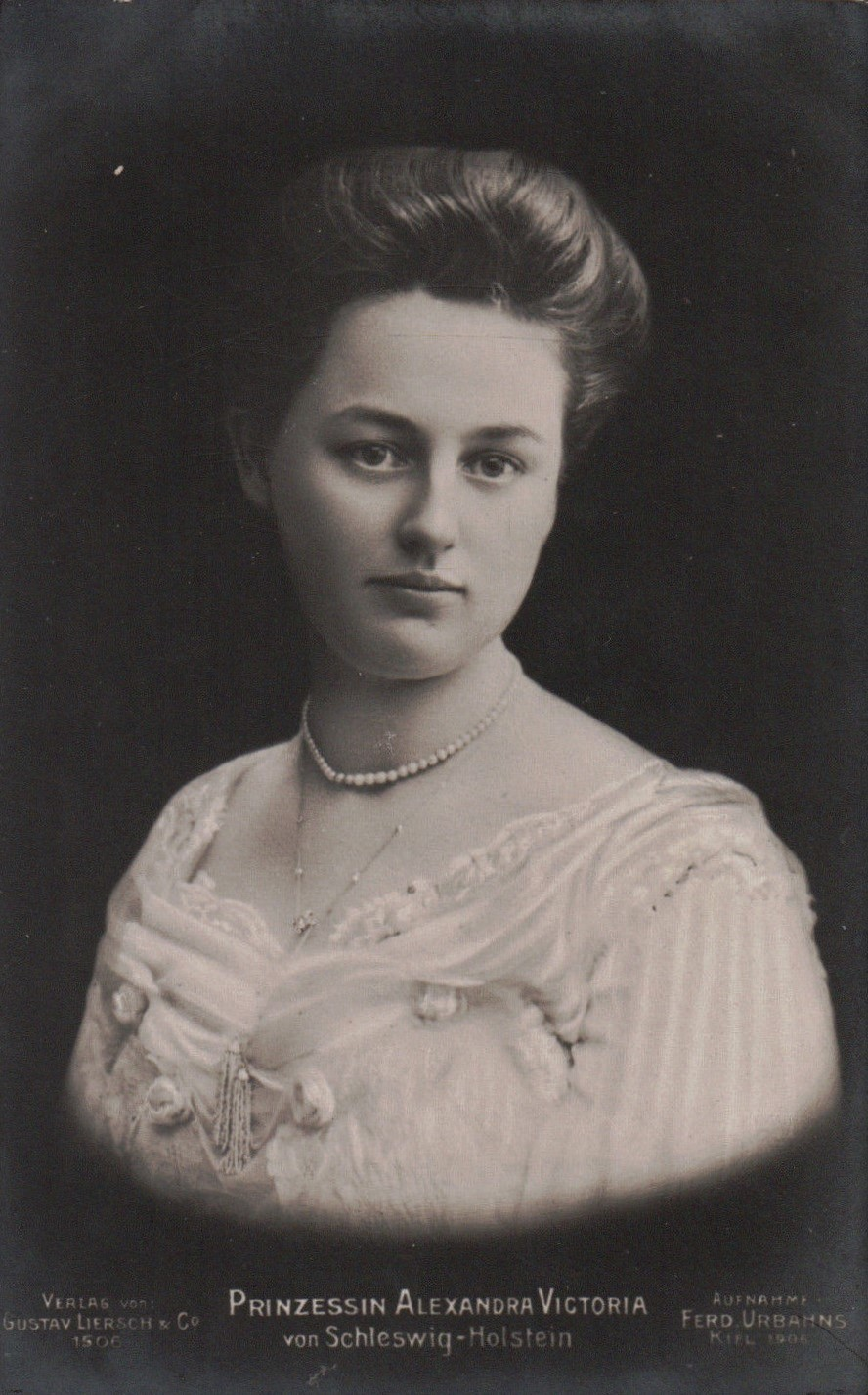
Prinzessin Alexandra Victoria (1906). Foto von Ferdinand Urbahns

Prinzessin Alexandra Viktoria war das zweite von sechs Kindern und zweitälteste Tochter von Herzog Friedrich Ferdinand von Schleswig-Holstein-Sonderburg-Glücksburg und seiner Frau Prinzessin Caroline Mathilde von Schleswig-Holstein-Sonderburg-Augustenburg (1860–1932), Tochter von Herzog Friedrich VIII. von Schleswig-Holstein und Prinzessin Adelheid zu Hohenlohe-Langenburg. Durch ihre Mutter war sie eine Nichte der letzten Deutschen Kaiserin Auguste Viktoria.
Sie wurde am 21. April 1887 auf Gut Grünholz in Thumby geboren und verbrachte dort einen Großteil ihrer Kindheit und Jugend. Gemeinsam mit ihrer zwei Jahre älteren Schwester Viktoria Adelheid wurde sie von Hauslehrern und Gouvernanten ausgebildet. Sie erhielt Unterricht in Sprachen (Deutsch, Englisch, Französisch), Mathematik, Geschichte und Politik sowie zusätzlichen Musik- und Tanzunterricht. Im Mai 1908 taufte sie in Hamburg den nach ihr benannten Salondampfer Alexandra.
Am 22. Oktober 1908 heiratete sie im Berliner Stadtschloss ihren Cousin Prinz August Wilhelm von Preußen, den vierten Sohn von Kaiser Wilhelm II. Die Ehe wurde maßgeblich vom Kaiserpaar arrangiert, galt aber als relativ glücklich. Alexandra Viktoria galt als Liebling ihrer Schwiegermutter und Tante Kaiserin Auguste Viktoria. Prinzessin Catherine Radziwill, die einige Jahre am Kaiserhof verbrachte, erinnerte sich, dass Alexandra Viktoria immer dazu bereit gewesen sei, auf ihre Schwiegermutter zu hören. Sie ist ein nettes Mädchen – fair, dick und die perfekte „Deutsche Hausfrau“. Ein anderer Zeitgenosse schrieb, dass die Ehe ein Liebes-Match gewesen sei und dass Alexandra Viktoria ein charmantes, hübsches, heiteres Mädchen sei.

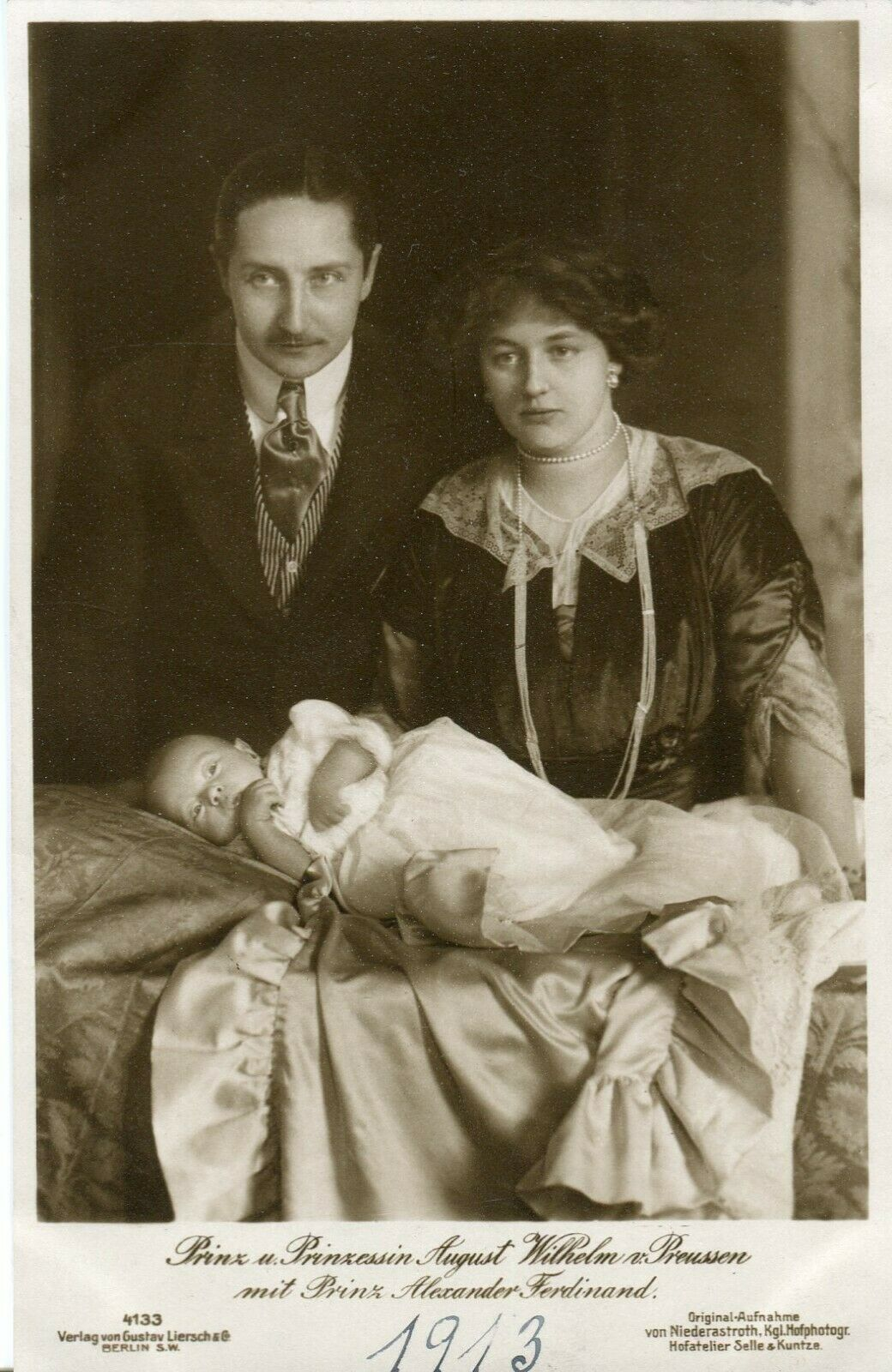
Alexandra Viktoria und Prinz August Wilhelm mit ihrem Sohn Alexander Ferdinand (1913)

Eigentlich sollten August Wilhelm und seine Frau Schloss Schönhausen (damals noch) bei Berlin beziehen, änderten ihre Pläne aber, als sich August Wilhelms Vater dazu entschloss, seinem Sohn die im Park Sanssouci gelegene Villa Liegnitz zu überlassen. Die beiden waren kreativ und musisch sehr interessiert. Das Potsdamer Haus des Paares entwickelte sich zu einem Treffpunkt von Künstlern und Gelehrten. Am 26. Dezember 1912 brachte Alexandra Viktoria ihr einziges Kind zur Welt, Prinz Alexander Ferdinand von Preußen.
Während des Ersten Weltkrieges wurde ihr Ehemann Landrat des Kreises Ruppin mit Amts- und Wohnsitz im Schloss Rheinsberg. Sein persönlicher Adjutant Hans Georg von Mackensen, mit dem er bereits seit seiner Jugend eng befreundet war, spielte eine große Rolle in seinem Leben. Diese „ausgeprägten homosexuellen Neigungen“ trugen zum Scheitern der Ehe bei. Zu einer formalen Scheidung kam es jedoch wegen des Widerspruchs des Vaters, Kaiser Wilhelm II., zunächst nicht. Am 16. März 1920 ließen sich die Eheleute scheiden. August Wilhelm erhielt das Sorgerecht für den gemeinsamen Sohn.

### Zweite Heirat
Am 7. Januar 1922 heiratete sie in Grünholz ihren zweiten Ehemann, den Korvettenkapitän Arnold Rümann. Die Ehe dauerte elf Jahre und wurde 1933 geschieden.

### Nachkommen
- Alexander Ferdinand von Preußen, Alexander Ferdinand Albrecht Achilles Wilhelm Joseph Viktor Karl Feodor (* 26. Dezember 1912; † 12. Juni 1985) ⚭ 1938 Armgard Weygand (1912–2001) (1 Sohn)

### Künstlerischer Werdegang
Alexandra Viktoria wurde von dem Historienmaler, Grafiker und Hochschullehrer Arthur Kampf in Berlin ausgebildet. Während ihrer Studienzeit entwarf sie auch Tapetenmuster, fertigte Aquarelle sowie Studien mit Rötel- und Bleistift. Während ihrer ersten Ehe unterhielt sie in Berlin mit dem Verkauf ihrer Bilder zwei Kinderheime. 1920 stellte sie erstmals ihre Landschaftsbilder mit Ansichten der Glücksburger sowie der Flensburger Förde und der Umgebung von Rheinsberg im Flensburger Museum aus. Von 1926 bis 1932 bereiste sie die USA mit einem Wohnwagen und stellte dort auch aus, erstmals 1926 in New York. In den USA verkaufte sie in der Zeit über hundert Gemälde, darunter Landschaftsbilder, Blumenstücke und Porträts. 1942 stellte sie auf der Großen Berliner Kunstausstellung in der Nationalgalerie ein Ölgemälde aus, das weiße Päonien zeigte. Nach dem Zweiten Weltkrieg ließ sich in einer Werft eines Bootsbauers in Kappeln oder Schleswig einen Wohnwagen in Boots-Kajütenform nach ihren Angaben bauen. Sie reiste mit ihm sowie einem Hund durch Europa und verkaufte ihre Bilder zum Lebensunterhalt. Auch Ägypten hatte sie bereist. 1949 fuhr sie in dem Wohnwagen, auf einem Eisenbahn-Waggon nach Wiesbaden, um im dortigen Rote-Kreuz-Krankenhaus eine Gelenkentzündung auszuheilen. 1955 bereiste sie allein Marokko. Ihre letzte Reise führte nach Frankreich. Sie starb am 15. April 1957 in Lyon im Alter von fast 70 Jahren einen plötzlichen Herztod. In der Orangerie des Glücksburger Schlosses fand 1969 eine Gedächtnisausstellung zu ihren Ehren statt, die ihr Cousin Prinz Friedrich Ferdinand zu Schleswig-Holstein-Sonderburg-Glücksburg arrangierte. Ihr Nachlass wird im Glücksburger Schloss verwahrt.